# もりやまつる
もりやま つるは、日本の漫画家。大阪府出身・在住。別名義に守山 鶴（読み方同じ）。関西在住であることから、作品内においては関西（近畿地方）が舞台となる事が多い。
代表作に『ファンキー・モンキー・ティーチャー』、『天上天下唯我独尊』、『親父 (漫画)』など。『親父』は千葉真一主演・監督で『親父 (映画)』として、2007年8月25日に国内封切り公開された。

## 経歴
1986年、講談社開催の第15回ちばてつや賞において「3年A組の落ちこぼれ」がヤング部門優秀新人賞を受賞（守山 鶴名義）。受賞作を改題した「ファンキー・モンキー・ティーチャー」が『週刊ヤングマガジン』誌上に掲載され、そのまま連載となりデビューを果たす。同作品は映画がシリーズ化されるなど好評を博した。続いて同誌に『街のワケありBROTHERS』を連載した後、それ以前のギャグ路線とは一線を画す硬派なボクシング漫画『天上天下唯我独尊』を連載。その後は、講談社、小学館、日本文芸社などの青年漫画誌で連載を持つ。

## 作品リスト

### 連載作品

#### 連載中
- 究食のおじさん「たべもの裏語り」（文章：出町小路柳月、ビッグコミックオリジナル増刊、小学館） - 挿絵担当。

#### 連載終了
- ファンキー・モンキー・ティーチャー（1986年、週刊ヤングマガジン、講談社、全9巻）
- 街のワケありBROTHERS（週刊ヤングマガジン、講談社、全2巻）
- 天上天下唯我独尊（1991年 - 1995年、週刊ヤングマガジン、講談社、全16巻） - 日本文芸社よりコンビニコミックも刊行されている。
- たこ焼マンSTORY（1996年、週刊ヤングマガジン、講談社、全2巻）
- ディスオーダー（1999年、ミスターマガジン、講談社、全1巻）
- 親父（2000年、ビッグコミックスペリオール、小学館、全3巻）
- 疾風迅雷（2003年、ビッグコミックスピリッツ、小学館、全5巻）
- WARAKADO笑う門には福来る（2004年、ビッグコミックスペリオール、小学館、全4巻）
- おかん 〜通天閣の夕日〜（2003年 - 2006年、ビッグコミックオリジナル増刊、小学館、全1巻）
- GOLD DASH（2007年、イブニング、講談社、全4巻）
- 来たぞ我等の駐在さん（ビッグコミックオリジナル増刊、小学館）
- ゴリえんちょう物語（ビッグコミックオリジナル、小学館、全1巻）
- オバハンSOUL（週刊漫画ゴラク、日本文芸社、全4巻）
- ボン蔵　　（週刊漫画ゴラク、日本文芸社、全３巻）

### 短編集
- もりやまつる短篇集 武勇伝（2007年、ビッグコミックス、小学館）